# レナト・ベイガ
- レナト・ヴェイガ

レナト・パウマ・ベイガ（Renato Palma Veiga, 2003年7月29日 - ）は、ポルトガル・リスボン県リスボン出身のプロサッカー選手。セリエA・ユヴェントスFC所属。ポルトガル代表。ポジションはミッドフィールダー、ディフェンダー。

## 経歴

### スポルティングCP
2020年9月、スポルティング・クルーベ・デ・ポルトゥガルのリザーブチームでプロデビューした。

#### アウクスブルク
2023年1月、ブンデスリーガのFCアウクスブルクへ期限付き移籍した。2月11日の1.FSVマインツ05戦で移籍後初出場した。8月15日、当初の予定より半年早く期限付き移籍を終了した。

### バーゼル
2023年8月23日。スイス・スーパーリーグのFCバーゼルへ完全移籍し、4年契約を結んだ。移籍金は460万ユーロ。9月3日のザンクト・ヤコブ・パルク戦で移籍後初出場し、フリーキックで得点を記録した。

### チェルシー
2024年7月12日、プレミアリーグのチェルシーFCへ期限付き移籍し、7年契約を結んだ。移籍金は1,400万ユーロ 。

### ユヴェントス
2025年1月27日、セリエAのユヴェントスFCへ期限付き移籍した。

## 代表歴
2021年から世代別のポルトガル代表に選出されている。

## プライベート
試合やトレーニング以外の時間においても高いプロ意識を持っており、日常的にジムでのトレーニングや栄養・睡眠の自己管理に力を入れている。また、ロンドン滞在中には自転車で市内を巡ることや、レコード店やカルチャースポットを訪れることを楽しんでおり、「博物館のような街を体験できる」と語っている。さらに、チェルシー加入にあたっては、かねてより憧れていたエンゴロ・カンテを「偉大な選手であり、僕の模範」として挙げており、同クラブへの加入は「夢の実現」だったと語っている。

## 家族
父のネルソン・ベイガも元サッカー選手で、カーボベルデ代表でプレーした。

## 個人成績
| クラブ                | シーズン     | リーグ戦               | リーグ戦 | リーグ戦 | カップ戦 | カップ戦 | その他 | その他 | 合計 | 合計 |
| クラブ                | シーズン     | ディビジョン           | 出場     | 得点     | 出場     | 得点     | 出場   | 得点   | 出場 | 得点 |
| --------------------- | ------------ | ---------------------- | -------- | -------- | -------- | -------- | ------ | ------ | ---- | ---- |
| スポルティングCP B    | 2021-22      | リーガ3                | 16       | 1        | —        | —        | —      | —      | 16   | 1    |
| スポルティングCP B    | 2022-23      | リーガ3                | 15       | 3        | —        | —        | —      | —      | 15   | 3    |
| スポルティングCP B    | 通算         | 通算                   | 31       | 4        | —        | —        | —      | —      | 31   | 4    |
| アウクスブルク (loan) | 2022-23      | ブンデスリーガ         | 13       | 0        | —        | —        | —      | —      | 13   | 0    |
| バーゼル              | 2023-24      | スイス・スーパーリーグ | 23       | 2        | 3        | 0        | —      | —      | 26   | 2    |
| チェルシー            | 2024-25      | プレミアリーグ         | 0        | 0        | 0        | 0        | 0      | 0      | 0    | 0    |
| キャリア通算          | キャリア通算 | キャリア通算           | 67       | 6        | 3        | 0        | 0      | 0      | 70   | 6    |